# Gibson (Familienname)
Gibson ist  ein Familienname.

## Namensträger

### A
- Adam Gibson (* 1986), australischer Basketballspieler
- Alex Gibson (Tontechniker), Tontechniker
- Alex Gibson (Musikproduzent) (* 1974), US-amerikanischer Musikproduzent
- Alex Gibson (Skilangläufer) (* 1994), australischer Skilangläufer
- Alexander Gibson (Botaniker) (1800–1867), britischer Chirurg und Botaniker
- Alexander Gibson (Unternehmer) (um 1819–1913), kanadischer Eisenbahnunternehmer
- Alexander Gibson (Dirigent) (1926–1995), britischer Dirigent und Opernintendant
- Alfred Gibson († 1874), australischer Entdecker
- Althea Gibson (1927–2003), US-amerikanische Tennisspielerin
- Andy Gibson (1913–1961), US-amerikanischer Jazztrompeter und Arrangeur
- Anne Gibson (* 1968), schottische Badmintonspielerin
- Anne Gibson, Baroness Gibson of Market Rasen (1940–2018), britische Gewerkschafterin und Autorin
- Antonio Gibson (Footballspieler, 1962) (* 1962), US-amerikanischer American-Football-Spieler (Safety, New Orleans Saints)
- Antonio Gibson (Footballspieler, 1998) (* 1998), US-amerikanischer American-Football-Spieler (Runningback, Washington Football Team)
- Arthur Charles Gibson (* 1947), US-amerikanischer Botaniker
- Audrey Jane Gibson (1924–2008), britisch-amerikanische Mikrobiologin, Biochemikerin und Hochschullehrerin

### B
- Banu Gibson (* 1947), US-amerikanischer Jazzsängerin
- Barbara Gibson (* 1962), britische Politikerin
- Ben Gibson (Filmproduzent) (* 1958), britischer Filmproduzent
- Ben Gibson (Künstler), Illustrator und Buchgestalter
- Ben Gibson (Fußballspieler) (* 1993), englischer Fußballspieler
- Benjamin F. Gibson (* 1931), US-amerikanischer Richter
- Bill Gibson (1927–2006), kanadischer Eishockeyspieler, siehe William Gibson (Eishockeyspieler)
- Bill Gibson (Musiker) (William Scott Gibson; * 1951), US-amerikanischer Musiker
- Billy Gibson (Fußballspieler, I) (William M. Gibson), englischer Fußballspieler
- Billy Gibson (Musiker), US-amerikanischer Mundharmonikaspieler
- Billy Gibson (Fußballspieler, 1959) (William Gibson; * 1959), schottischer Fußballspieler
- Billy Gibson (Fußballspieler, 1990) (William Michael Hubert Gibson; * 1990), englischer Fußballspieler
- Blaine Gibson (1918–2015), US-amerikanischer Zeichner und Bildhauer
- Bob Gibson (Musiker) (1931–1996), US-amerikanischer Folkmusiker
- Bob Gibson (Baseballspieler) (1935–2020), US-amerikanischer Baseballspieler
- Brian Gibson (1944–2004), britischer Regisseur
- Byron Gipson (Musiker) (1930–1994), US-amerikanischer Musiker
- Byron Gibson (Basketballspieler), US-amerikanischer Basketballspieler
- Byron Gibson (Schauspieler), britischer Schauspieler, Stuntman und Filmschaffender

### C
- Carl Gibson (Autor) (* 1959), deutscher Autor und Bürgerrechtler
- Carl Gibson (Biathlet) (* 1988), britischer Biathlet
- Carol Gibson (* 1964), kanadische Skilangläuferin
- Catherine Gibson (1931–2013), schottische Schwimmerin
- Charles Gibson (Journalist) (* 1943), US-amerikanischer Journalist
- Charles Gibson (Spezialeffektkünstler), US-amerikanischer Spezialeffektkünstler
- Charles Dana Gibson (1867–1944), US-amerikanischer Cartoonist und Illustrator
- Charles E. Gibson (1925–2017), US-amerikanischer Jurist und Politiker
- Charles Hopper Gibson (1842–1900), US-amerikanischer Politiker
- Cheryl Gibson (* 1959), kanadische Schwimmerin
- Chris Gibson (* 1964), US-amerikanischer Politiker
- Christopher Gibson (* 1992), finnischer Eishockeytorwart
- Colin Gibson (Szenenbildner) (* 1948), australischer Szenenbildner
- Colin Gibson (Fußballspieler) (* 1960), englischer Fußballspieler
- Colin W. G. Gibson (1891–1974), kanadischer Offizier, Jurist und Politiker

### D
- Dan Gibson (* 1956), kanadischer Historiker
- Daniel Gibson (* 1986), US-amerikanischer Basketballspieler
- Danielle Gibson (* 2001), englische Cricketspielerin
- Danny Gibson (* 1984), US-amerikanischer Basketballspieler
- Darrell Britt-Gibson (* 1985), US-amerikanischer Schauspieler
- Darron Gibson (* 1987), irischer Fußballspieler
- Daryl Gibson (* 1975), neuseeländischer Rugby-Union-Spieler
- David Gibson (Fußballspieler, 1895) (1895–1964), schottischer Fußballspieler
- David Gibson (Fußballspieler, 1938) (1938–2017), schottischer Fußballspieler
- David Gibson (Fußballspieler, 1958) (* 1958), englischer Fußballspieler
- David Gibson (Jazzmusiker) (* 1968/1969), US-amerikanischer Jazzmusiker
- David Gibson-Watt, Baron Gibson-Watt (1918–2002), britischer Politiker (Conservative Party)
- Debbie Gibson (* 1970), US-amerikanische Sängerin
- Dick Gibson (1918–2010), britischer Automobilrennfahrer
- Don Gibson (Donald Eugene Gibson; 1928–2003), US-amerikanischer Musiker
- Don Gibson (Fußballspieler) (Thomas Richard Donald Gibson; * 1929), englischer Fußballspieler
- Dorothy Gibson (1889–1946), US-amerikanische Schauspielerin
- Drew Gibson (* 1985), US-amerikanischer Basketballspieler
- Duff Gibson (* 1966), kanadischer Skeletonfahrer

### E
- Edmund Gibson (1669–1748), britischer Geistlicher, Bischof von London
- Edward Gibson, 1. Baron Ashbourne (1837–1913), irischer Jurist und Politiker
- Edward Gibson, 3. Baron Ashbourne (1901–1983), britischer Vizeadmiral und Politiker
- Edward Gibson, 4. Baron Ashbourne (1933–2020), britischer Marineoffizier und Politiker (Conservative Party)
- Edward George Gibson (* 1936), US-amerikanischer Astronaut
- Eleanor J. Gibson (1910–2002), US-amerikanische Entwicklungspsychologin
- Emily Patricia Gibson (1864–1947), neuseeländische Suffragette, Feministin, Journalistin, Sozialistin und politische Aktivistin
- Ernest Gibson senior (1871–1940), US-amerikanischer Politiker
- Ernest Gibson junior (1901–1969), US-amerikanischer Politiker
- Eustace Gibson (1842–1900), US-amerikanischer Politiker
- Eva Theresa Mylott Gibson (1875–1920), australische Opernsängerin, siehe Eva Mylott

### F
- Frederick Gibson (Botaniker) (1892–1953), US-amerikanischer Gartendirektor
- Frederick Gibson (* 1993), britischer Musikproduzent, Singer-Songwriter, Multi-Instrumentalist und Remixer, siehe Fred Again

### G
- Garretson W. Gibson (1832–1910), liberianischer Politiker, Präsident 1900 bis 1904
- Gary Gibson (* 1965), britischer Schriftsteller
- George Gibson (Architekt), britischer Architekt
- George Gibson († 1809), US-amerikanischer Soldat, Teilnehmer der Lewis-und-Clark-Expedition
- George Gibson (Cricketspieler, Tasmanien) (1827–1873), australischer Cricketspieler (Tasmanien)
- George Gibson (Cricketspieler, Victoria) (1827–1910), australischer Cricketspieler (Victoria)
- George Gibson (Baseballspieler) (1880–1967), kanadischer Baseballspieler
- George Gibson (Footballspieler, 1885) (1885–1933), australischer Australian-Football-Spieler
- George Gibson (Footballspieler, 1905) (1905–2004), US-amerikanischer American-Football-Spieler
- George Gibson (Fußballspieler, 1907) (1907–??), schottischer Fußballspieler
- George Gibson (Fußballspieler, 1912) (1912–1990), englischer Fußballspieler
- George Gibson (Fußballspieler, 1945) (* 1945), schottischer Fußballspieler
- George Gibson (Fußballspieler, 1958) (* 1958), nordirischer Fußballspieler
- George Ernest Gibson (1884–1959), US-amerikanischer Chemiker
- George Ralph Gibson (1878–1939), englischer Rugby-Union-Spieler
- George Stacey Gibson (1818–1883), britischer Botaniker
- Graeme Gibson (1934–2019), kanadischer Schriftsteller
- Greg Gibson (* 1953), US-amerikanischer Ringer
- Grover Gibson (* 1978), US-amerikanischer Fußballspieler
- Guy Gibson (1918–1944), britischer Fliegeroffizier
- Gwendalyn Gibson (* 1999), US-amerikanische Mountainbikerin

### H
- Harold Gibson (1897–1960), britischer Diplomat und Nachrichtendienstmitarbeiter
- Harry Gibson (Radsportler), kanadischer Radsportler
- Harry Gibson (Musiker) (1915–1991), US-amerikanischer Pianist und Sänger
- Helen Gibson (Stuntfrau) (1892–1977), US-amerikanische Schauspielerin, Vaudeville-Künstlerin und Kunstreiterin
- Helen Gibson (Badminton) (um 1915–nach 1951), US-amerikanische Badmintonspielerin
- Henry Gibson (1935–2009), US-amerikanischer Schauspieler und Songwriter
- Henry R. Gibson (1837–1938), US-amerikanischer Politiker
- Hoot Gibson (1892–1962), US-amerikanischer Schauspieler
- Hubert Gibson (1948–2023), US-amerikanischer Basketballtrainer und -spieler
- Hugh S. Gibson (1883–1954), US-amerikanischer Diplomat

### I
- Ian Gibson (Politiker) (* 1938), britischer Politiker
- Ian Gibson (Historiker) (* 1939), irischer Historiker, Literaturwissenschaftler und Biograf
- Ian Gibson (Fußballspieler, 1943) (1943–2016), schottischer Fußballspieler
- Ian Gibson (Comiczeichner) (1946–2023), britischer Comiczeichner und Illustrator
- Ian Gibson (Fußballspieler, Februar 1956) (* 1956), schottischer Fußballspieler
- Ian Gibson (Fußballspieler, Juli 1956) (* 1956), schottischer Fußballspieler

### J
- Jackie Gibson (1914–1944), südafrikanischer Langstreckenläufer
- Jacob Gibson (* 1996), US-amerikanischer Schauspieler
- James Gibson (Politiker), irischer Politiker
- James Gibson, 1. Baronet (1849–1912), schottischer Politiker
- James Gibson (Snookerspieler), englischer Snookerspieler
- James Gibson (Schwimmer) (* 1980), britischer Schwimmer
- James B. Gibson, US-amerikanischer Astronom
- James Brinley Gibson (* 1949), US-amerikanischer Politiker (Nevada)
- James J. Gibson (1904–1979), US-amerikanischer Psychologe
- James K. Gibson (1812–1879), US-amerikanischer Politiker (Virginia)
- James R. Gibson (* 1935), kanadischer Geograph
- James William Gibson (1888–1965), kanadischer Politiker
- Jamison Gibson-Park (* 1992), irischer Rugby-Union-Spieler
- Janet Gibson (* vor 1980), US-amerikanische Biologin, Zoologin und Umweltschützerin
- Jeffery Gibson (* 1990), bahamaischer Hürdenläufer
- Jeffrey Gibson (* 1972), US-amerikanischer Maler und Bildhauer
- John Gibson (Politiker, 1729) (1729–1782), amerikanischer Politiker, Bürgermeister von Philadelphia
- John Gibson (Gouverneur) (1740–1822), amerikanischer Politiker
- John Gibson (Bildhauer) (1790–1866), britischer Bildhauer
- John Gibson (Botaniker) (1815–1875), britischer Botaniker und Orchideensammler
- John Gibson (Architekt) (1817–1892), britischer Architekt
- John Gibson (Chemiker) (1855–1914), schottischer Chemiker
- John Gibson (Eishockeyspieler, 1959) (* 1959), kanadischer Eishockeyspieler
- John Gibson (Eishockeyspieler, 1970) (* 1970), kanadischer Eishockeyspieler
- John Gibson (Eishockeyspieler, 1993) (* 1993), US-amerikanischer Eishockeytorwart
- John Gibson (Leichtathlet) (1905–2006), US-amerikanischer Leichtathlet
- John Gibson (Rennfahrer), US-amerikanischer Motorradrennfahrer
- John Gibson (Moderator) (* 1946), US-amerikanischer Moderator
- John Gibson (Naturbahnrodler) (* 1980), kanadischer Naturbahnrodler
- John Douglas Gibson (1925–1984), australischer Ornithologe
- John Michael Gibson (1956–1998), US-amerikanischer Polizist
- John Morison Gibson (1842–1929), kanadischer Politiker, Vizegouverneur von Ontario
- John S. Gibson (1893–1960), US-amerikanischer Politiker
- Jon Gibson (1940–2020), US-amerikanischer Musiker und Komponist
- Josh Gibson (1911–1947), US-amerikanischer Baseballspieler
- Julie Gibson (1913–2019), US-amerikanische Schauspielerin und Sängerin

### K
- Ken Gibson (1939/1940–2015), britischer Musiker und Arrangeur
- Kenneth Gibson (Schauspieler) (1898–1972), US-amerikanischer Schauspieler
- Kenneth Gibson (nordirischer Politiker), nordirischer Politiker und Loyalist
- Kenneth Gibson (Politiker, 1961) (* 1961), schottischer Politiker (SNP)
- Kenneth A. Gibson (1932–2019), US-amerikanischer Politiker
- Kinley Gibson (* 1995), kanadische Radsportlerin
- Kinnie Gibson († 2015), US-amerikanischer Stuntman, Pilot und Erfinder
- Kyle Gibson (* 1992), barbadischer Fußballspieler

### L
- Lacy Gibson (1936–2011), US-amerikanischer Bluesmusiker
- Laura Gibson, US-amerikanische Musikerin
- Laurieann Gibson, kanadische Choreografin, Tänzerin und Schauspielerin
- Leah Gibson (* 1985), kanadische Schauspielerin
- Lee Gibson (* 1991), schottische Fußballspielerin
- Leonard Gibson (1881–1957), chilenischer Fußballspieler
- Lewis Gibson (Eiskunstläufer) (* 1994), britischer Eiskunstläufer
- Lewis Gibson (Fußballspieler, 2000) (* 2000), englischer Fußballspieler
- Lewis Gibson (Fußballspieler, 2005) (* 2005), schottischer Fußballspieler
- Lois Gibson (1930–2007), US-amerikanische Drehbuchautorin
- Lord Gibson (* 1972), britisch-deutscher Designer und Maler

### M
- Margaret Gibson (Schauspielerin) (auch Patricia Palmer; 1894–1964), US-amerikanische Schauspielerin
- Margaret Gibson (Schwimmerin) (* 1938), australische Schwimmerin
- Margaret Gibson (Lyrikerin) (* 1944), US-amerikanische Lyrikerin
- Margaret Gibson (Schriftstellerin) (1948–2006), kanadische Schriftstellerin
- Margaret Dunlop Gibson (1843–1920), englische Theologin und Orientalistin
- Margie Gibson (1917–nach 1942), US-amerikanische Arrangeurin und Songwriterin
- Mark Gibson (Dirigent) (* 1956), US-amerikanischer Dirigent und Hochschullehrer
- Mark Gibson (Rennfahrer) (* 1957), US-amerikanischer Automobilrennfahrer
- Mary Irwin-Gibson (* 1955), kanadische Geistlicher, Bischöfin von Montreal
- Matthew Gibson (Bischof) (1734–1790), englischer Geistlicher,  Apostolischer Vikar des Northern District
- Matthew Gibson (Radsportler) (Matt Gibson; * 1996), britischer Radsportler
- Matt Gibson (Snookerspieler) (* 1953), schottischer Snookerspieler
- Maurice Gibson (1913–1987), britischer Richter
- Mel Gibson (* 1956), US-amerikanischer Schauspieler und Regisseur
- Michael Gibson (Mike Gibson; * 1990), US-amerikanischer Biathlet
- Mike Gibson (Journalist) (1940–2015), australischer Sportjournalist
- Mike Gibson (Rugbyspieler) (Cameron Michael Henderson Gibson; * 1942), irischer Rugby-Union-Spieler
- Mike Gibson (Footballspieler) (Michael Thomas Gibson; * 1985), US-amerikanischer American-Football-Spieler
- Millie Gibson (* 2004), britische Schauspielerin
- Mimi Gibson (* 1948), US-amerikanische Schauspielerin

### O
- Orville H. Gibson (1856–1918), US-amerikanischer Unternehmer

### P
- Paris Gibson (1830–1920), US-amerikanischer Politiker
- Pat Gibson (* 1961), irischer Quizspieler
- Patricia Gibson (* 1968), schottische Politikerin
- Patrick Gibson (Maler) (1782–1829), schottischer Landschaftsmaler
- Patrick Gibson, Baron Gibson (1916–2004), britischer Wirtschaftsmanager, Unternehmer und Verleger
- Patrick Gibson (1957–2020), Schlagzeuger, siehe Gibson Brothers
- Patrick Gibson (Schauspieler) (* 1995), irischer Schauspieler
- Paul Gibson (* 1963), englischer Snookerspieler
- Peter Gibson (Jurist) (* 1934), britischer Jurist
- Peter Gibson (Drehbuchautor) (* 1971), US-amerikanischer Drehbuchautor, Regisseur und Schauspieler
- Peter Gibson (Ruderer) (* 1991), US-amerikanischer Ruderer
- Peter J. Gibson (1934–2010), britischer Ingenieur
- Phil Gibson (* 1978), kanadischer Canadian-Football-Spieler

### Q
- Quentin H. Gibson (1918–2011), britisch-amerikanischer Biochemiker

### R
- Ralph Gibson (* 1939), US-amerikanischer Fotograf
- Randall L. Gibson (1832–1892), US-amerikanischer Politiker und General
- Reginald Oswald Gibson (1902–1983), britischer Chemiker
- Ricky Gibson (Rick Cain; 1952–2006), US-amerikanischer Wrestler
- Rob Gibson (Politiker) (* 1945), schottischer Politiker
- Rob Gibson (Produzent), australischer Film- und Fernsehproduzent
- Robert Gibson (Ingenieur) (1928–2008), britischer Bauingenieur
- Robert Gibson (Ruderer) (* 1986), kanadischer Ruderer
- Robert Lee Gibson (* 1946), US-amerikanischer Astronaut
- Ron Gibson (1904–1959), britischer Automobilrennfahrer
- Roy Gibson (* 1924), britischer Raumfahrtfunktionär

### S
- Shane Gibson (Politiker) (* 1961), bahamaischer Politiker
- Shane Gibson (Musiker) (1979–2014), US-amerikanischer Gitarrist
- Sloan D. Gibson (* 1951/1952), US-amerikanischer Politiker
- Stefan Gibson (* 1972), britisch-deutscher Designer und Maler
- Steve Gibson (Fußballfunktionär) (* 1958), britischer Fußballfunktionär
- Steve Gibson (Eishockeyspieler) (* 1972), kanadischer Eishockeyspieler
- Sue Gibson (1952–2016), britische Kamerafrau
- Sybil Gibson (1908–1995), US-amerikanische Künstlerin
- Sylvia Gibson (1919–1974), schwedische Landschaftsarchitektin, Lehrerin und Autorin

### T
- Taj Gibson (* 1985), US-amerikanischer Basketballspieler
- Talia Gibson (* 2004), australische Tennisspielerin
- Terry Gibson (Rennfahrer) (1962–2008), US-amerikanischer Rennfahrer
- Terry Gibson (Fußballspieler) (Terence Bradley Gibson; * 1962), englischer Fußballspieler
- Thomas Gibson (Politiker) (1750–1814), US-amerikanischer Politiker
- Thomas Gibson (Mediziner) (1915–1993), schottischer Mediziner
- Thomas Gibson (* 1962), US-amerikanischer Schauspieler
- Thomas Gibson-Carmichael, 1. Baron Carmichael (1859–1926), britischer Politiker, Gouverneur von Madras, Bengalen und Victoria
- Thomas Milner Gibson (1806–1884), englischer Staatsmann
- Tony Gibson (* 1919), britischer Stadtplaner
- Tyrese Gibson (* 1978), US-amerikanischer Sänger, Rapper, Schauspieler und Model

### V
- Violet Gibson (1876–1956), irische Attentäterin
- Virginia Gibson (um 1925–2013), US-amerikanische Tänzerin und Schauspielerin
- Vivian Gibson (1893–1981), britische Schauspielerin

### W
- W. R. Gibson, US-amerikanischer Lacrossespieler
- Walter Brown Gibson (1897–1985), US-amerikanischer Schriftsteller und Magier
- Walter Murray Gibson (1822–1888), britischer Abenteurer und mormonischer Missionar
- Walter S. Gibson (1932–2018), US-amerikanischer Kunsthistoriker und Hochschullehrer
- Wilfrid Wilson Gibson (1878–1962), britischer Lyriker
- William Gibson, 2. Baron Ashbourne (1868–1942), britischer Politiker
- William Gibson (Dramatiker) (1914–2008), US-amerikanischer Dramatiker
- William Gibson (Eishockeyspieler) (1927–2006), kanadischer Eishockeyspieler
- William Gibson (* 1948), US-amerikanischer Schriftsteller
- William Harvey Gibson (1821–1894), US-amerikanischer Jurist, Offizier und Politiker
- Willie Gibson (Fußballspieler, 1876) (William Kennedy Gibson; 1876–1949), irischer Fußballspieler und Politiker
- Willie Gibson (Fußballspieler, 1898) (William Gibson; 1898–1992), schottischer Fußballspieler
- Willie Gibson (Fußballspieler, 1953) (William Gibson; * 1953), schottischer Fußballspieler
- Willie Gibson (Fußballspieler, 1959) (William Gibson; * 1959), schottischer Fußballspieler
- Willie Gibson (Fußballspieler, 1984) (William Gibson, auch Wullie Gibson; * 1984), schottischer Fußballspieler
- Willis Gibson (* 2010), US-amerikanischer Tetris-Spieler

### Z
- Zack Gibson (* 1990), britischer Wrestler